# Carlo Back
Carlo Back (geboren am 23. Januar 1952 in Wiltz) ist ein ehemaliger luxemburgischer Politiker und Physiker. Er war für die Grünen ab Ende 2018 für drei Jahre Mitglied der Abgeordnetenkammer, dem Parlament des Landes.

## Leben
Back stammt aus einfachen Verhältnissen, sein Vater war Arbeiter. Bedingt durch die bei der Besetzung seines Landes durch das Deutsche Reich während des Zweiten Weltkrieges gemachten Erfahrungen war seine Familie politisch links geprägt. Von seinem Vater übernahm er dessen proeuropäische Einstellung, die er dauerhaft beibehalten sollte.
Nach seinem Schulabschluss ging Back an die Universität Löwen, um dort Physik zu studieren. Zu dieser Zeit war er Mitglied der sozialdemokratischen LSAP, vermisste aber ein Interesse an ökologischer Politik in der Partei. Überzeugt davon, dass Atomkraft die Zukunft sei, konzentrierte er sich auf Strahlenschutz und Nukleartechnik und beendete sein Studium mit entsprechenden Master-Abschlüssen. Anschließend stand für zwei Jahre in Diensten des Kommissariats für Atomenergie in Paris.
Ein Umdenken löste 1979 der Reaktorunfall im Kernkraftwerk Three Mile Island aus. Back nahm ein Zweitstudium in medizinischer Physik an der Universität Guildford auf. Nachdem er in Erfahrung gebracht hatte, dass in Luxemburg ein nationales Zentrum für Strahlentherapie geplant sei, kehrte er 1981 in sein Heimatland zurück, um sich dort zu bewerben. Da sich das Projekt aber deutlich verzögerte – es wurde erst im Jahre 2000 geschaffen – nahm Back Anfang 1982 eine ihm angebotene Stelle im Gesundheitsministerium an. Dort wurde er mit dem Aufbau eines Programmes zur Messung der Auswirkungen des nahe der Staatsgrenze geplanten französischen Kernkraftwerks Cattenom auf die Umwelt beauftragt. Ab 1992 war er 20 Jahre lang mit der Früherkennung von Brustkrebs beschäftigt. Nachdem Back einen Großteil seiner beruflichen Karriere im Staatsdienst verbracht hatte, wurde er 2014 pensioniert.
Back ist verheiratet und hat zwei Kinder.

## Politik
Seine politische Karriere begann Back erst verhältnismäßig spät im Leben. Er ist begeisterter Radfahrer und hat Interesse an der Förderung umweltfreundlicher Mobilität. So lernte er den Grünen François Bausch kennen, der ihn 1999 davon überzeugte, sich kommunalpolitisch zu engagieren. Seit 2005 hatte Back einen Platz im Stadtrat seines Wohnortes Luxemburg inne.
Bei der Kammerwahl im Oktober 2018 kandidierte Back im Wahlbezirk Zentrum für einen Sitz im Parlament und landete, bei vier von seiner Partei dort gewonnenen Mandaten, auf dem fünften Platz. Nachdem der vor ihm platzierte Bausch auf die Regierungsbank gewechselt war und daher seinen Sitz hatte aufgeben müssen, konnte er im Dezember 2018 nachrücken. Im Parlament war er Mitglied mehrerer Ausschüsse, bei dem für Verkehr und öffentliches Bauwesen hatte er den Vorsitz inne.
Im Herbst 2021 gab der fast Siebzigjährige seinen Rückzug aus der aktiven Politik bekannt. Im Stadtrat folgte auf ihn Maria Eduarda de Macedo, seinen Sitz in der Kammer übernahm im Januar 2022 Jessie Thill.